# Жданок, Татьяна Аркадьевна
Татья́на Арка́дьевна Ждано́к (латыш. Tatjana Ždanoka; род. 8 мая 1950, Рига, Латвийская ССР) — советский математик и латвийский политический деятель. Доктор физико-математических наук. Сопредседатель правления партии РСЛ, с 2004 по 2018 и с 2019 по 2024 год — депутат Европейского парламента (Фракция зелёных и Европейского свободного альянса). Обвиняется в связях с ФСБ России .

## Биография
Татьяна Аркадьевна родилась 8 мая 1950 года в Риге. Отец — Аркадий Яковлевич Хесин, участник Великой Отечественной войны, специалист по радиолокации; мать — Тамара Ивановна, учитель математики.

В 1972 году окончила физико-математический факультет Латвийского Государственного университета, продолжала образование в ЛГУ и университете Монпелье. В 1980 году получила степень кандидата физико-математических наук. С 1972 по 1990 год преподавала математику в Латвийском государственном университете.

Жданок в 2005 году.

Состояла в КПСС. В 1988 году вступила в Народный фронт Латвии (НФЛ). После того, как НФЛ определил своей целью восстановление независимости Латвийской Республики, Татьяна Жданок в 1989 году включилась в работу оппозиционного по отношению к НФЛ движения — Интернационального фронта трудящихся Латвийской ССР, боровшегося за сохранение Латвии в составе СССР. В 1989 году избрана депутатом Рижского горсовета (до 1994 года). В 1990 году избрана депутатом Верховного Совета Латвии (до 1993 года).
В 1992 году получила степень доктора математики, стала одним из учредителей Латвийского комитета по правам человека.
В 1993 году стала одним из лидеров движения «Равноправие» и консультантом его фракции в Сейме.
В 1995 году стала сопредседателем Латвийского комитета по правам человека (до 2004 года).
В 1996 году через суд добилась признания гражданкой Латвии. При преобразовании движения «Равноправие» в партию стала председателем партии.
В 1997 году избрана депутатом Рижской думы, в 1999 году лишена мандата судом за деятельность в Компартии Латвии в 1991 году (в связи с судопроизводством по делу Жданок особое заявление приняла Госдума РФ). Оспорила это решение, а также запрет избираться в Сейм Латвии на основании аналогичного закона, в Европейском суде по правам человека.
В 2001 году стала лидером партии «Равноправие» (как представитель этой партии являлась сопредседателем объединения ЗаПЧЕЛ с 2000 года). В Комитете ООН по правам человека выиграла дело Игнатане против Латвии.
12 июня 2004 года избрана депутатом Европейского парламента.
17 июня 2004 года Европейский суд по правам человека вынес решение в пользу Жданок. Оно было обжаловано правительством Латвии в Большой палате суда, и 16 марта 2006 года было вынесено решение в пользу правительства Латвии.
В 2009 году переизбрана депутатом Европарламента.
В 2010 году выдвинута кандидатом ЗаПЧЕЛ в премьер-министры.
В 2014 году вновь переизбрана депутатом Европейского парламента от Русского союза Латвии.
В 2006—2014 годах член Всемирного координационного совета российских соотечественников, проживающих за рубежом.
В 2018 году выдвинута кандидатом в Сейм от РСЛ. Центризбирком исключил Жданок из списка, суд оставил решение ЦИК в силе. Татьяна Жданок обратилась в Европейский суд по правам человека, который в 2021 году коммуницировал её жалобу.
В 2019 году вновь переизбрана депутатом Европейского парламента, получив 18 098 голосов против 739. Работает заместителем председателя в Комитете по петициям и замещающим членом в Комитете по занятости и связям с общественностью. В своей работе обозначает занятость молодёжи и предпенсионный период, введение льгот для молодых семей и выравнивание социальных прав в Европейском Союзе в качестве своих приоритетов.
В ходе российского вторжения на Украину в рамках российско-украинской войны, проголосовала против резолюции Европейского парламента в поддержку Украины. Из–за этого она, в конечном итоге, была вынуждена покинуть фракцию «Зелёные-Европейский свободный альянс». 13 мая Жданок и ещё шесть человек были задержаны на Ратушной площади во время несанкционированной акции протеста против сноса памятника освободителям Советской Латвии и Риги от немецко-фашистских захватчиков.
15 сентября 2022 года была одним из 16 депутатов Европарламента, проголосовавших против осуждения президента Никарагуа Даниэля Ортеги за нарушения прав человека, в частности за арест епископа Роландо Альвареса.
В апреле 2024 года, после расследований о связях Татьяны Жданок с российскими спецслужбами, Европарламент ввел против Жданок санкции: в апреле 2024 года её лишили суточных выплат в сумме 1750 евро за нарушение Кодекса поведения членов Европейского парламента и права представлять парламент в составе делегаций на межинституциональных форумах до конца созыва.
21 сентября 2024 года состоялся внеочередной конгресс партии. На нём было принято избрать новое руководство партии. Татьяна Жданок и Мирослав Митрофанов отказались баллотироваться, и новыми руководителями партии были избраны Евгений Осипов и Андрей Пагор.

## Позиция
Жданок известна пророссийской позицией, как отмечали журналисты ZDF она «часто голосует не вместе с фракцией, а в духе Кремля». Жданок выступала с пророссийских позиций по теме русско-грузинской войны. В 2014 году Жданок поддержала российскую аннексию Крыма. Посещая Россию принимала участие в пропагандистских ток-шоу, в том числе шоу Соловьёва. После российского вторжения в Украину, Жданок возглавила рейтинг «самых пропутинских депутатов Европарламента» по подсчётам «Новой газеты Европа», она не поддержала 20 из 22 проанализированных изданием антироссийских резолюций.

Жданок хорошо известна своей пророссийской позицией и последовательным распространением антилатвийских и антиевропейских нарративов— Из резолюции Европарламента, 8 марта 2024 года

## Связь с ФСБ
Согласно совместному журналистскому расследованию The Insider, Delfi и Re:Baltica, Жданок сотрудничала и работала под руководством ФСБ России с 2004 года, согласовывая с агентами ФСБ пророссийскую политическую деятельность в Латвии, а также лоббируя интересы России в Европарламенте, также она направляла им отчёты о своей деятельности. 29 января 2024 года Европарламент начал расследовать обвинения в связях  Жданок с российскими спецслужбами. Служба госбезопасности Латвии также сообщила о проверке информации о сотрудничестве Жданок с ФСБ. 22 февраля 2024 года Служба госбезопасности Латвии начала уголовное расследование в отношении Татьяны Жданок по подозрению в сотрудничестве с российскими спецслужбами.
31 мая 2024 года, во второй части журналистского расследования, отмечалось что Жданок не только распространяла российскую дезинформацию в Европарламенте о Украине и Латвии, но и передавала в ФСБ информацию которую получала как евродепутат, получая финансирование из ФСБ.  По данным издания, доносы Жданок сыграли роль в силовом разгоне Евромайдана и давлении Кремля на Молдову во время её переговоров с ЕС. Так, во время Евромайдана, Жданок входила в состав делегации евродепутатов которая посещала Киев и встречалась с президентом Украины Виктором Януковичем и украинской оппозицией. По итогам встречи, Жданок отправила донесение своему куратору из Пятой службы ФСБ Сергею Бельтюкову, в котором сообщала что Евромайдан «так просто не рассосётся», а у Януковича не хватает воли для его силового разгона. Позднее, по просьбе куратора,  Жданок провела  фотовыставку, посвящённую пожару в одесском Доме профсоюзов. Также Жданок давала советы российской разведке как эффективнее вмешиваться в политические дела европейских стран, поддерживая переписку с сотрудником питерского УФСБ Дмитрием Гладеем.

## Личная жизнь
В 1975 году вышла замуж за Александра Жданка, но в 1988 году брак распался. Информация о детях отсутствует. В 2011 году, он рассказала изданию Delfi, что причинами развода стали постоянные ссоры, а также конкуренция в браке.

## Частичная библиография
- 1979 — «Вероятностный аналог теоремы Хана-Банаха и его применение к исследованию случайных операторных уравнений». Доклады Академии наук Украинской ССР, Киев
- 1980 — «Случайные линейные операторы в Банаховых пространствах» Автореферат диссертации на соискание ученой степени кандидата физико-математических наук, Донецк
- 1982 — «Задачи-тесты по высшей математике» (в соавторстве с М. Хазаном) Латвийский государственный университет, Рига
- 1983 — «Opérateurs et fonctionnelles aleatoires dans les champs mesurables». Seminaire d’analyse convexe, Montpellier
- 1985 — «Matemātikas rakstiskā iestājeksāmena uzdevumi 1983—1984» (в соавторстве с С. Кронькалне)
- 1986 — «Случайные линейные функционалы на измеримых полях нормированных пространств». Успехи математических наук, Москва
- 1988 — «Matemātikas rakstiskā iestājeksāmena uzdevumi 1987» (в соавторстве с П. Зелчем)
- 2004 — сборник статей и интервью «25 вопросов Татьяне Жданок»
- 2006 — «The Last Prisoners of the Cold War. The Stateless People of Latvia in their own Words» (в соавторстве), Riga: Averti-R
- 2008 — «Citizens of a Non-Existent State» (в соавторстве; в 2012 году обновлённое издание переведено на французский как «Citoyens d’un etat non-existant»)
- 2009 — сборник статей «Европейский дневник» Рига: Averti-R
- 2017 — Жданок Т. А., Митрофанов М. Б. Русские Латвии на изломе веков. От заката СССР до кризиса Евросоюза. Рига: Averti-R, 2017. ISBN 978-9934-8672-0-0

## Награды
- Орден Дружбы (28 октября 2009 года, Россия) — за большой вклад в развитие культурных связей с Российской Федерацией, сохранение и популяризацию русского языка и русской культуры[32]
- Почётная награда Международного совета российских соотечественников и Правительства Москвы «Соотечественник года» (2004) — за вклад в защиту прав соотечественников[33]